# Staatliche Zeichenakademie Hanau

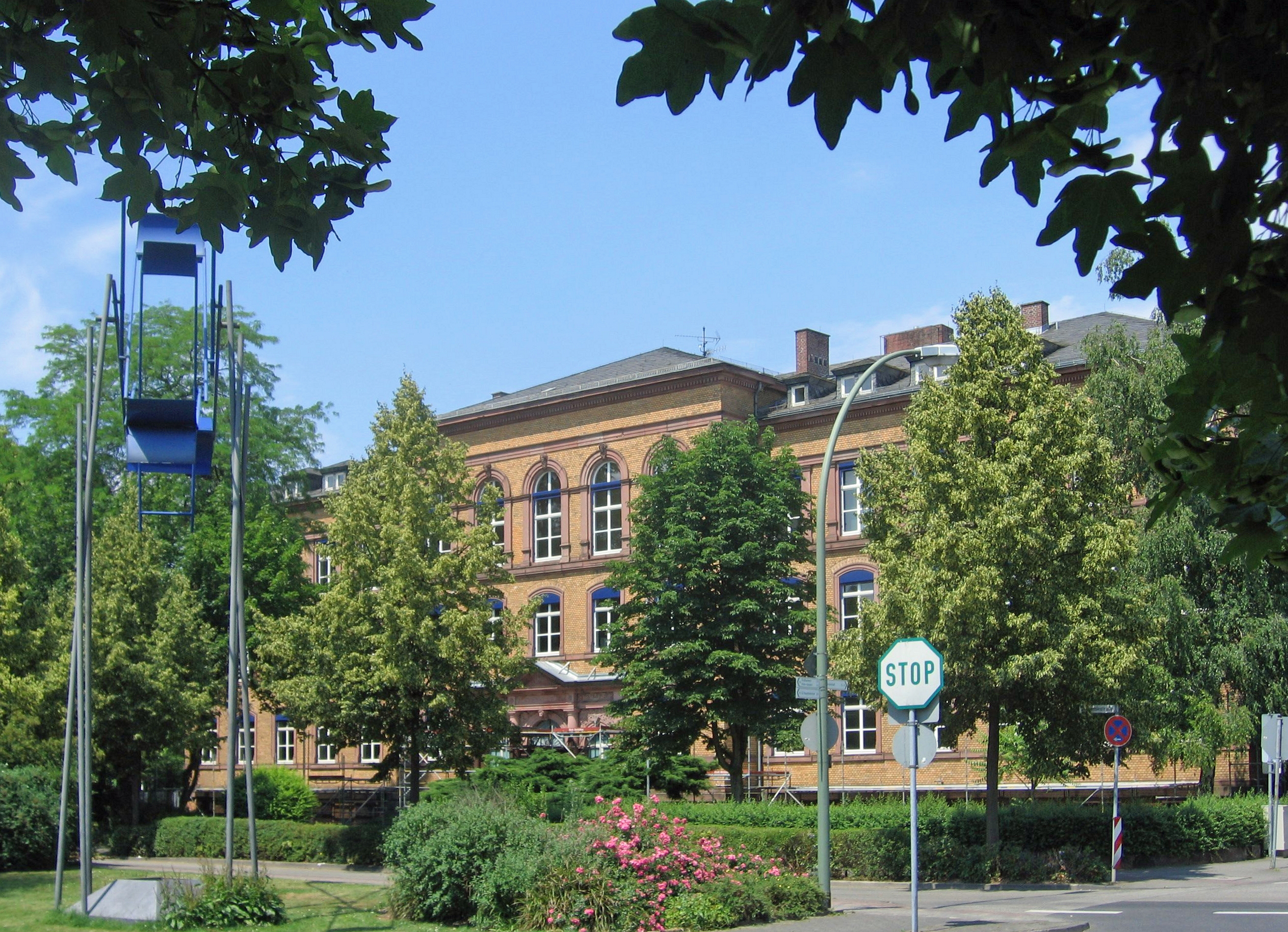
Gebäude der Zeichenakademie

Die Staatliche Zeichenakademie Hanau ist eine Berufs-, Berufsfach- und Fachschule für edelmetallgestaltende Berufe in der hessischen Stadt Hanau. Sie ist eine der ältesten Goldschmiedeschulen Europas.

## Geschichte

### 1772 „Academie der Zeichenkunst“
Die Staatliche Zeichenakademie Hanau führt ihren Ursprung auf die im Jahr 1772 von Hanauer Gold- und Silberschmieden initiierte und durch den in Hanau residierenden Grafen zu Hanau Münzenberg, Landgraf und Erbprinzen Wilhelm IX. von Hessen-Kassel als „Academie der Zeichenkunst“ gegründete „Zeichenschule“ für Handwerker zurück. Ziel war die Steigerung der Entwurfsqualität der Hanauer Gold- und Silberschmiede für Schmuck und Silbergerät. Ab 1837 wurden unter Pelissier die künstlerischen Fächer um Kompositionslehre, Modellieren, Zeichnen nach der Natur und Emailmalerei erweitert. 1839 erfolgte die Einrichtung einer Gründungsgesellschaft, um die marktgängigen Kunsterscheinungen parallel zur Akademiearbeit zu beobachten und zu fördern. Ab 1863 erfolgte unter Direktor Karl Hausmann die kulturelle Auseinandersetzung zwischen Kunst und Kunstgewerbe zugunsten der fachgebundenen Ausbildung des Goldschmiedenachwuchses.

### 1866 „Königlich Preußische Zeichenakademie“
1880 wurde für die Zeichenakademie ein Neubau durch Julius Carl Raschdorff errichtet, der Altbau der Einrichtung, wie er heute noch steht. Damit wurde das Fächerangebot erweitert um Bauzeichnen, sowie Bijouterie- und Ornamentzeichnen. 1883 wurde die Schule für Mädchen eröffnet und eine Klasse für Kunststickerei eingerichtet. 1886 entstanden Werkstätten für das Goldschmieden, Silberschmieden, Ziselieren und Schmucksteinfassen. Eine Gravierklasse wurde eingerichtet.

### 1901 „Fachschule für die Edelmetallindustrie“

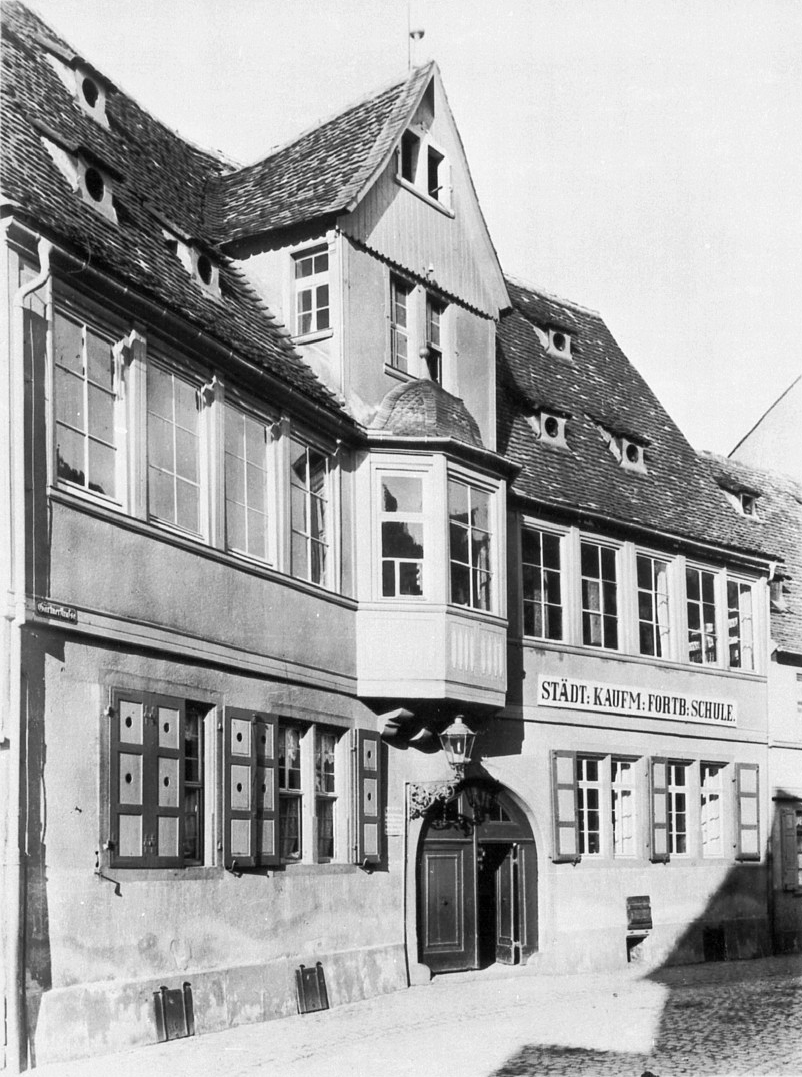
Historisches Schulgebäude in der Gärtnerstraße

Die Zahl der  Schülerinnen und Schüler stieg auf 150. Bis 1913 wurde das Angebot um z. B. Stahlgravieren, Lithographie, Elfenbeinschnitzen, Schmucksteinfassen, Diamantschleifen, sowie Freihand- und Körperzeichnen, Aktzeichnen, Entwerfen und Modellieren erweitert. Die schulische Abschlussprüfung wurde mit der Gesellenprüfung des Handwerkes gleichgestellt.

### Zeit während des Nationalsozialismus
1933 erfolgte unter Emil Lettré eine Umbenennung der Akademie in Goldschmiedeschule und der künstlerische Ansatz wurde fallen gelassen. Daraufhin ging die Zahl der Schüler stark zurück. Ab 1935 unterrichteten nur noch fünf Lehrer zehn Schüler. Auch das Altstädter Rathaus, bis dato Sitz des Hanauer Geschichtsvereins, wurde umbenannt in Deutsches Goldschmiedehaus und Sitz der „Gesellschaft für Goldschmiedekunst“. Es erfolgte eine erneute Umbenennung der Akademie in Meisterschule des deutschen Handwerks. Zunächst beschränkte sich die Schulleitung darauf, nur noch Gesellen zu Meistern auszubilden. Die Handwerksbetriebe mahnten jedoch die Förderung des Nachwuchses an und forderten eine systematische Grundausbildung. In den Kriegsjahren kommt der Unterricht in der Zeichenakademie zum Erliegen. An drei Wochentagen werden Geschosshülsen produziert, ansonsten wird der Schulbetrieb soweit möglich aufrechterhalten.

### 1945 bis heute
Das von Raschdorff entworfene Gebäude wurde am 19. März 1945 schwer beschädigt. Nach Kriegsende wurde Hugo Leven als Direktor wieder eingesetzt und damit an die künstlerische Prägung der Akademiearbeit angeknüpft. Der Wiederaufbau der Schule erfolgte als Aus- und Weiterbildungsinstitution für die edelmetallverarbeitende Branche. 1953 war der Wiederaufbau abgeschlossen. Die Decke der Aula erhielt eine Ausmalung von Heinz-Rudi Müller aus Wiesbaden. 1979 entstand ein Erweiterungsbau mit Klassen- und Verwaltungsräumen. Im Januar 2005 erfolgte die Einweihung eines mit Cortenstahl und einer Glasfassade versehenen Gebäudes, das einen naturwissenschaftlichen Fachraum, Gestaltungsräume und das Forum enthält. Die mehrjährigen Renovierungsarbeiten und die Neuausstattung der Werkstätten und Gestaltungsräume wurden im Frühjahr 2014 abgeschlossen. Der Förderverein Gesellschaft der Freunde der Zeichenakademie wurde gegründet.
Heute werden an dieser Schule sowohl im Teilzeit (Dualen)- als auch im Vollzeitsystem die Fachrichtungen Goldschmieden, Silberschmieden, die Berufsbilder Metallbildner/in (früher, Gürtler,  Ziseleure, Ziselieren), Graveur/Graveurin und Schmucksteinfasser bzw. Edelsteinfasser/in ausgebildet. Aufbauend auf einer umfangreichen handwerklichen Grundausbildung werden klassische und modern-avantgardistische und innovative Entwurfskonzepte gestalterisch und technisch umgesetzt. Die Zeichenakademie bietet zahlreiche Fächer und Techniken an wie Emaillieren (Email), Plastisches Gestalten, verschiedene Gießverfahren (Schleuderguss, Vakuumdruckguss), Tiefziehen, Prägen und Pressen, Laserschweißverfahren, CAD-Schmuck- und Gerätentwurf, 3D-Rapid Prototyping, Flachgravur, Reliefgravur, CNC-Gravieren aber auch gegenständliches Zeichnen, Aktzeichnen, Technisches Zeichnen, Landschafts- und Naturzeichnen. Regelmäßige öffentliche Vortragsveranstaltungen externer Referenten zu Themen der Gestaltung in den Bereichen Schmuck, Gerät, Objekt und Skulptur ergänzen das Lehrangebot.
Die Ausbildung in der Berufsfachschule mit Berufsfachschulabschluss dauert dreieinhalb Jahre. Dieser Abschluss ist dem Gesellenbrief im Handwerk gleichgestellt. Wer innerhalb von zwei Jahren nach einer ersten abgeschlossenen Berufsausbildung zum/zur Staatlich geprüften Designer/in weitergebildet wird, kann parallel zu diesem Abschluss der zweijährigen Fachschule auch die Meisterprüfung ablegen. Im Rahmen der Dualen Ausbildung – bei der die handwerkliche Ausbildung in Gold- und Silberschmiedebetrieben erfolgt – wird der theoretische Teil in der Zeichenakademie unterrichtet. Zusätzlich erhalten die Auszubildenden Turnusunterricht in den Fächern Gravieren, Schmucksteinfassen, Ziselieren/Metallbilden und Silberschmieden. Die Möglichkeit der Dualen Ausbildung besteht seit 2024, aufgrund mangelnder Anmeldungen, vorerst nicht mehr.
Seit Herbst 2012 ist der Staatlichen Zeichenakademie Hanau auch die Brüder-Grimm Berufsakademie Hanau (BG-BA) – in privater Trägerschaft – angeschlossen. Die Studierenden für Designmanagement und Produktgestaltung sind gleichzeitig Berufsfachschüler der Zeichenakademie und beenden das Studium und die Ausbildung sowohl mit dem Bachelor of Arts als auch mit der dem Gesellenbrief gleichgestellten Berufsfachschulabschlussprüfung.
Die Zeichenakademie verfügt über ein Archiv historisch bedeutsamer Literatur zur Schmuckgeschichte, über eine ausgezeichnete Sammlung von Juwelenzeichnungen des späten 19. Jahrhunderts sowie über eine umfangreiche wissenschaftliche Bibliothek zum Thema Edelmetallgestaltung.

## Direktoren
- 1772 Jean-Louis Gallien, Graveur
- 1806 Conrad Westermayr (1765–1834), Kupferstecher
- 1837 Theodor Pelissier (1794–1863), Maler
- 1863 Karl Hausmann (1825–1886), Maler
- 1886 Max Wiese (1846–1925), Bildhauer
- 1909 Hugo Leven (1874–1956), Bildhauer
- 1933 Emil Lettré
- 1935 Hermann Wandinger, Kunsthandwerker
- 1942 Bernd Oehmichen
- 1945 Hugo Leven (1874–1956), Bildhauer
- 1950 Bernd Oehmichen
- 1967 Walter Dennert
- 1989 Hermann Schadt, Kunsthistoriker
- 1999 Gabriele Jahns-Duttenhöfer
- 2022 Benjamin Pfister

## Lehrer
- 1772: Jean Louis Gallien, Graveur
- 1772: Jean Jaques Bury (1728–1785), Silberschmied und Emailleur[3]
- 1772: Justus David Wächter, Maler
- 1806: Carl Lotter
- 1869–1899: Etienne Simon Jassoy (1828–1901), Goldschmied, Graveur und Schmuckzeichner[4]
- 1921–1933, 1949–1963: Reinhold Ewald (1890–1974), Gestaltung
- Fried Lübbecke (1883–1965), Kunsthistoriker
- Emil Thormählen (1859–1941), Architekt
- Karl Berthold (1889–1975), Goldschmied
- Dieter Oehm (* 1947), Bildhauer und Maler
- Wilhelm Schmidthild (1876–1951), Maler, Grafiker, Illustrator und Kunstprofessor
- Louis Beschor
- Heinrich Hahn
- August Bock (1879–1968), Goldschmied
- Max Peteler
- Ina Schneider
- Hermann Benner (* 1935), Berufsbildungsforscher und Berufspädagoge
- Eckhard Adler (* 1948), Abteilungsleiter Gestaltungs- und Werkstattbereich (von 1988 bis 2008)
- Vito Pace (* 1966), Bildhauer (von 2017 bis 2023)

## Bekannte Schüler
Unter den bekannten Schülern waren z. B.
- Adolf Amberg (1874–1913), Bildhauer, Medailleur und Modelleur
- Eugenie Bandell (1858–1918), Malerin, Radiererin und Grafikerin
- Rudolf Bott (* 1956), Goldschmied
- Claus Bury (* 1946), Bildhauer
- Georg Cornicelius (1825–1898), Maler und Zeichner
- Johannes Deiker (1822–1895), Maler
- Christian Dell (1893–1974), Silberschmied und Lehrer für Industriedesign
- Gustav Elsaß (1881–1947), Designer
- Eugène Fabergé (1846–1920), Goldschmied und Juwelier
- August Gaul (1869–1921), Tierbildhauer und Medailleur
- Hermann Jünger (1928–2005), Goldschmied, Silberschmied und Zeichner
- Burkhard Oly (1938–2008), Bildhauer und Goldschmied
- Peter Raacke (1928–2022), Produktdesigner
- Henriette Tomasi (* 1969), bildende Künstlerin, Goldschmiedemeisterin, Designerin, Malerin, Zeichnerin und Lyrikerin
- Wilhelm Wagenfeld (1900–1990), Produktdesigner
- Herbert Zeitner (1900–1988), Gold- und Silberschmied
- Anne Waha (* 1969), Goldschmiedin und Gestalterin

## Belege
1. ↑  Monika Becker: Kreativität und Historismus Schmuck und Entwurf 1848–1870, Universität Münster, 1997,  ISBN 3-8267-2476-3
2. ↑   Deutsche Bauzeitung 14 (1880), S. 187.
3. ↑  Chronik der Familie Bury (Memento des Originals vom 1. Juli 2017 im Internet Archive)  Info: Der Archivlink wurde automatisch eingesetzt und noch nicht geprüft. Bitte prüfe Original- und Archivlink gemäß Anleitung und entferne dann diesen Hinweis.
4. ↑  Gerhard Bott, Richard Schaffer-Hartmann, Bruno-Wilhelm Thiele, Die Gold- und Silberstadt: Hanau und der Historismus, Magistrat der Stadt Hanau, 2004, S. 16; Zeitschrift für Bildende Kunst, Carl von Lützow (Hrsg.), Leipzig, 1872, S. 452

Koordinaten: 50° 7′ 37″ N, 8° 55′ 8″ O